# 平野婦美子
平野 婦美子（ひらの ふみこ、1908年9月19日 - 2001年6月）は、日本の教育者。

## 略歴
千葉県出身。旧姓は佐久間。千葉女子師範卒。千葉県長浦尋常小学校。1930年、結婚し姓を平野に改め、市川尋常高等小学校へ赴任、1937年（昭和12年）病気により一時休職。1938年（昭和13年）6月より東京市第四日野小学校などで教諭を務めた。
市川尋常高等小学校在籍中より寒川道夫、国分一太郎らの綴り方教師と交流し、「東京綴方の会」に参加。さらに教育科学研究会の言語教育研究部会に参加。1940年（昭和15年）に出版した『女教師の記録』は文部省の推薦図書に指定される。千葉県においても東京都においても模範訓導として表彰された。推薦図書を基に東宝により原節子主演佐藤武監督で映画化作業が進んだが、のちに1942年（昭和17年）図書の推薦が取り消され、さらに東京都教育局から辞職勧告がなされ、同年4月辞職。
市川尋常高等小学校時代、後の画家丸木俊（赤松俊子）が同僚におり親交があった。丸木が1937年より家庭教師としてモスクワへ赴任するのは、平野の仲介による。
戦後、千葉県社会教育指導委員、大佐和町教育委員、ひらの学園長などを歴任。
2001年（平成13年）死去。93歳。

## 記事・論文
- 「父兄も参加する敎室風景」 『敎育科學研究』 第1巻 1号 1939
- 「童話は母親が作れ」 『敎育科學研究』 第2巻 10号 1940
- 「少国民の心意気」 『婦人公論』 第320号 1942
- 「若き女教師への手紙」 『教育手帖』 第1巻 3号 1950
- 「種播く女教師」 『教育社会』 第5巻 5号 1950
- 「夏休みの生活設計」 『PTA教室』 第1巻 4号 1950
- 「夏休みに何を望むか―家庭から学校へ」 『児童心理』 第6巻 8号 1952
- 「『女教師の記録』の頃」 『教育評論』 第255号 1971

## 著書
- 『綴る生活の指導法』厚生閣 1939[注釈 6]
- 『女教師の記録』西村書店 1940[注釈 7]
- 『母と教師へ』社會教育協會 1941
- 『綴る生活―表現の生活と教育』牧書店 1947
- 『愛児に贈る母の記録』牧書店 1948

## 編著
- 『オ日サマノ子』編　日本出版社 1941